# Андреас Паличка
Андреас Мирослав Паличка (енгл. Andreas Miroslav Palicka; Лунд, 10. јул 1986) шведски је рукометаш и репрезентативац који тренутно игра за француског прволигаша Париз Сен Жермен на позицији голмана.
Паличка је чешког порекла, с обзиром да је његов отац дошао у Шведску из Чехословачке. Каријеру је започео у шведском клубу Редбергслидс, одакле је 2008. године, након шест сезона, прешао у Кил. С Килом јe два пута освојио ЕХФ Лигу шампиона, шест пута Бундеслигу Немачке и по четири купа и суперкупа. Од 2015. до 2016. играо је за Олборг, када је прешао у Рајн–Некар Левен. 
21. децембра 2021. Рајн–Некар Левен је објавио да Паличка раскида уговор са њима из личних разлога. 22. децембра 2021. представио га је његов бивши шведски клуб Редбергслидс до краја сезоне 2021/22, како би им покушао да помогне да избегну испадање у нижи ранг. На лето 2022. постао је нови играч Париз Сен Жермена.
За репрезентацију Шведске дебитирао је 2007. године, међутим први голман постао је тек 10-ак година касније. Са репрезентацијом је освојио злато на Европском првенству 2022. и сребра на Светском првенству 2021. где је био је репрезентативни капетан и на Европском првенству 2018. године.

## Клупски профеји

### Редбергслидс
- Првенство Шведске: 2003.

### Кил
- ЕХФ Лига шампиона: 2010, 2012.
- Бундеслигa Немачке: 2009, 2010, 2012, 2013, 2014, 2015.
- Куп Немачке: 2009, 2011, 2012, 2013.
- Суперкуп Немачке: 2008-09, 2011-12, 2012-13, 2014-15.
- Светско првенство за клубове: 2011.

### Рајн–Некар Левен
- Бундеслигa Немачке: 2017.
- Куп Немачке: 2018.
- Суперкуп Немачке: 2016-17, 2017-18, 2018-19.